# Стевин (лунный кратер)
Кратер Стевин (лат. Stadius) — большой ударный кратер в южном полушарии видимой стороны Луны. Название присвоено в честь фламандского математика, механика и инженера Симона Стевина (1548—1620) и утверждено Международным астрономическим союзом в 1935 г. Образование кратера относится к коперниковскому периоду.

## Описание кратера

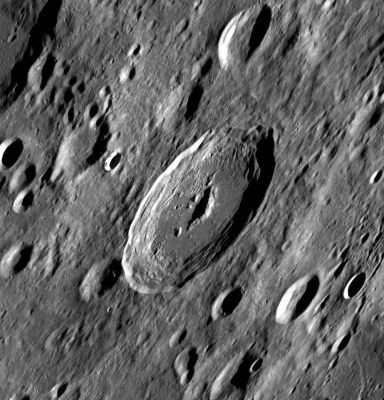
Кратер Стевин. Снимок зонда Lunar Reconnaissance Orbiter.

Ближайшими соседями кратера Стевин являются кратер Рейхенбах на западе-северо-западе; кратер Снеллиус на севере-северо-востоке; кратер Фурнерий на юго-востоке и кратер Рейта на юго-западе. На севере от кратера находится долина Снеллиуса. Селенографические координаты центра кратера 32°29′ ю. ш. 54°08′ в. д. / 32,49° ю. ш. 54,14° в. д., диаметр 71,5 км, глубина 3820 м.
Кратер Стевин имеет полигональную форму и практически не разрушен. Вал с четко очерченной кромкой, несколько сглажен и понижен в северной части. Внутренний склон вала ярко выраженной террасовидной структуры, со следами обрушения у подножья. Высота вала над окружающей местностью достигает 1310 м, объем кратера составляет приблизительно 5000 км³. Дно чаши ровное, вероятно переформировано лавой. Массивный длинный и слегка изогнутый центральный хребет несколько смещен к востоку от центра чаши и состоит из габбро-норито-троктолитового анортозита с содержанием плагиоклаза 80-85 % (GNTA2), анортозитового габбро (AG), анортозитового габбро-норита (AGN) и анортозитового норита (AN). Высота центрального хребта достигает 2400 м в западной части. Северо-западная часть чаши изобилует небольшими хребтами, холмами и отдельными пиками.
Кратер обладает яркой отражательной способностью в радарном диапазоне 70 см, что объясняется небольшим возрастом кратера и наличием многих неровных поверхностей и обломков пород.
Кратер Стевин и сателлитный кратер Стевин А включены в список кратеров с яркой системой лучей Ассоциации лунной и планетарной астрономии (ALPO).

## Сателлитные кратеры

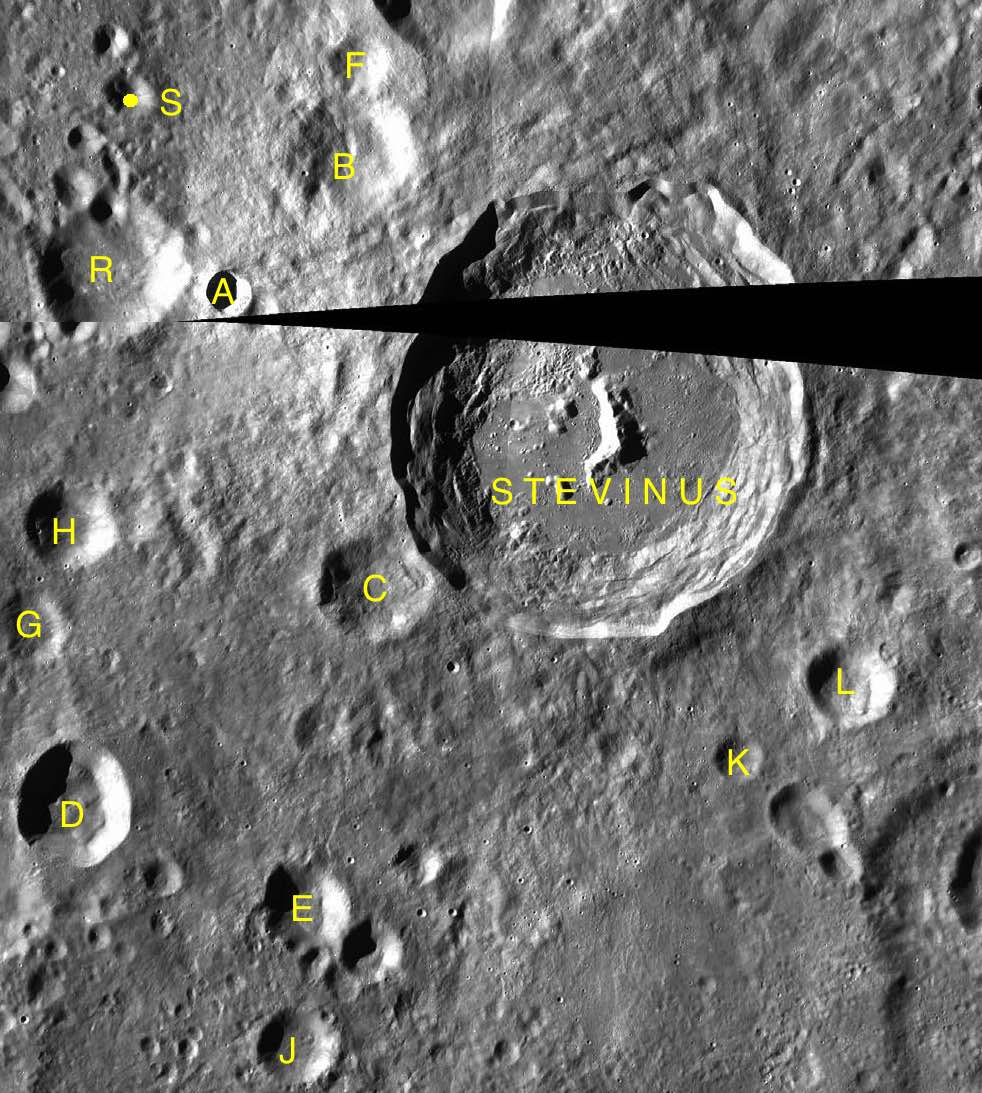
Фрагменты карт LAC-98, LAC-114.

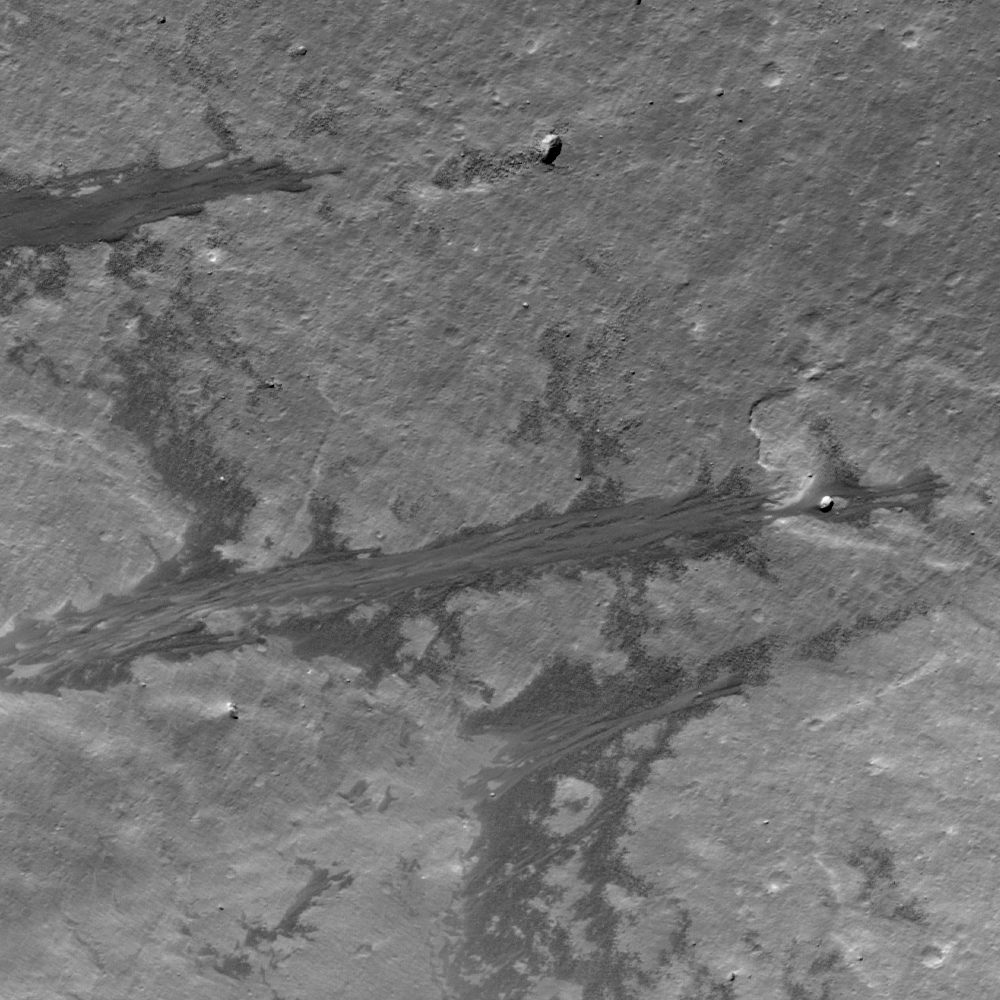
Гранулярные потоки в западной части внутреннего склона сателлитного кратера Стевин А.Снимок зонда Lunar Reconnaissance Orbiter, ширина снимка около 500 м.

| Стевин | Координаты                                            | Диаметр, км |
| ------ | ----------------------------------------------------- | ----------- |
| A      | 31°52′ ю. ш. 51°39′ в. д. / 31,86° ю. ш. 51,65° в. д. | 7,9         |
| B      | 31°07′ ю. ш. 52°33′ в. д. / 31,12° ю. ш. 52,55° в. д. | 20,4        |
| C      | 33°28′ ю. ш. 52°43′ в. д. / 33,46° ю. ш. 52,71° в. д. | 19,3        |
| D      | 34°46′ ю. ш. 50°44′ в. д. / 34,76° ю. ш. 50,74° в. д. | 21,7        |
| E      | 35°17′ ю. ш. 52°22′ в. д. / 35,29° ю. ш. 52,36° в. д. | 15,7        |
| F      | 30°37′ ю. ш. 52°37′ в. д. / 30,61° ю. ш. 52,62° в. д. | 9,5         |
| G      | 33°46′ ю. ш. 50°22′ в. д. / 33,77° ю. ш. 50,37° в. д. | 11,2        |
| H      | 33°11′ ю. ш. 50°37′ в. д. / 33,19° ю. ш. 50,62° в. д. | 15,6        |
| J      | 36°05′ ю. ш. 52°22′ в. д. / 36,08° ю. ш. 52,36° в. д. | 13,2        |
| K      | 34°16′ ю. ш. 55°16′ в. д. / 34,26° ю. ш. 55,27° в. д. | 8,2         |
| L      | 33°47′ ю. ш. 55°59′ в. д. / 33,78° ю. ш. 55,99° в. д. | 14,8        |
| R      | 31°41′ ю. ш. 50°52′ в. д. / 31,69° ю. ш. 50,87° в. д. | 25,1        |
| S      | 30°41′ ю. ш. 51°04′ в. д. / 30,69° ю. ш. 51,07° в. д. | 7,7         |

## Места посадок космических аппаратов
- 10 апреля 1993 года приблизительно в 20 км к юго-востоку от вала кратера Стевин, в точке с селенографическими координатами 34°18′ ю. ш. 55°36′ в. д. / 34,3° ю. ш. 55,6° в. д.G, разбился мини-зонд Hagoromo выпущенный японской автоматической межпланетной станцией Hiten.

## См.также
- Список кратеров на Луне
- Лунный кратер
- Морфологический каталог кратеров Луны
- Планетная номенклатура
- Селенография
- Минералогия Луны
- Геология Луны
- Поздняя тяжёлая бомбардировка